# Bombardement de Rivne
Invasion à grande échelle de l'Ukraine par la Russie
(Guerre russo-ukrainienne)
Batailles

Situation de l'oblast de Rivne (en rouge) en Ukraine

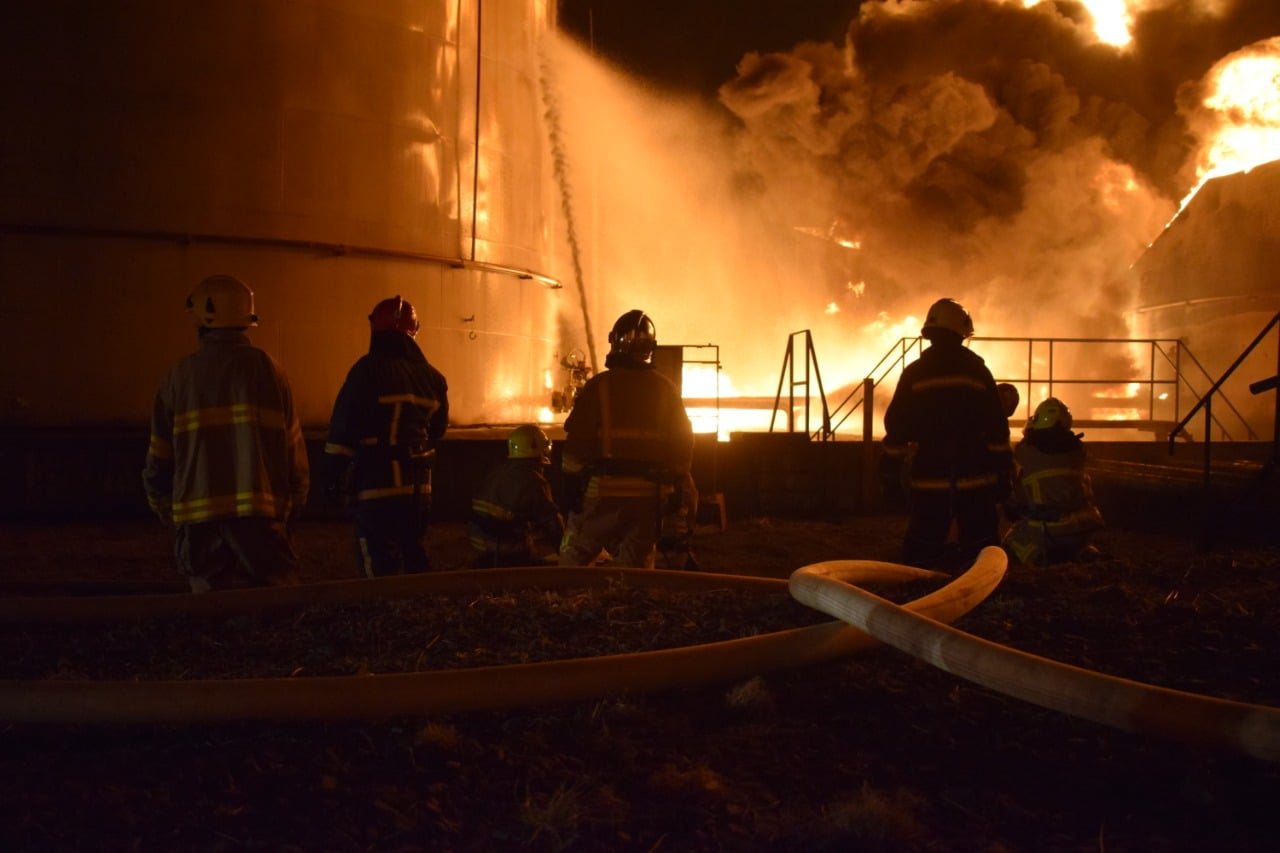
Destruction d'un dépôt pétrolier à Rivne, suite à une frappe russe le 28 mars 2022

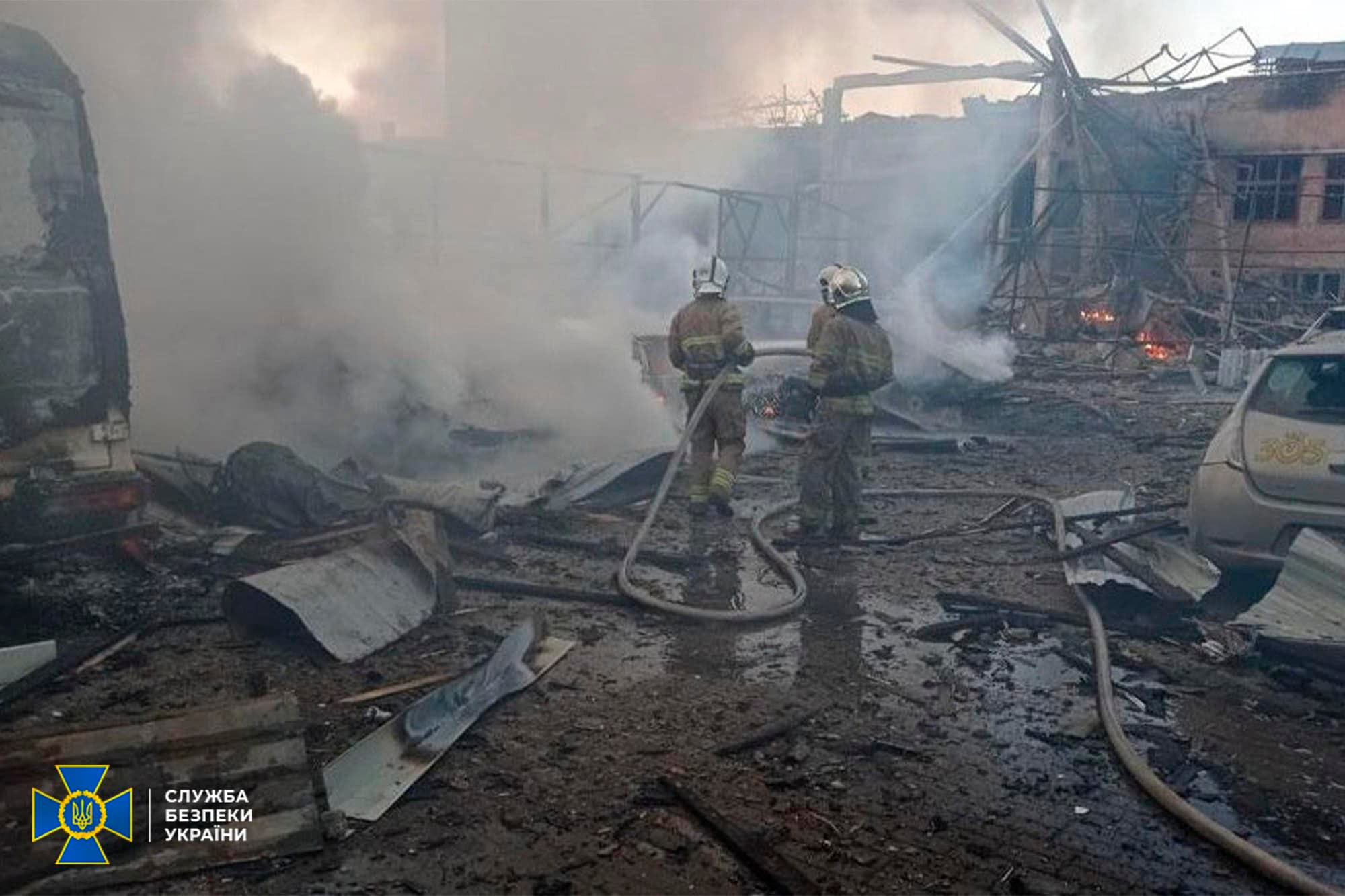
Conséquence d'une frappe de missile sur Rivne, le 21 septembre 2023

Le bombardement de Rivne ou les frappes contre Rivne sont une série d'attaques menées depuis le 25 février 2022 par les Forces armées de la fédération de Russie sur la ville de Rivne, et plus largement sur l'oblast de Rivne, en Ukraine lors l'invasion russe à grande échelle de ce pays, dans le cadre de la guerre russo-ukrainienne.

## Bombardements de 2022

### Février
Le 25 février, une attaque à la roquette a été signalée sur l'aéroport de Rivne. 
Le 27 février, les forces de défense aérienne ont réussi à éliminer un drone russe. Cependant, à la suite de l'explosion, le lycée et la ferme, située à proximité dans le village de Velykyi Zholudsk, ont été endommagés.

### Mars
Le 14 mars, les troupes russes ont mené deux frappes aériennes contre la tour de télévision de Rivne, faisant 21 morts et 9 blessés. Des roquettes ont touché la tour de télévision et les bâtiments administratifs à proximité.
Le 16 mars, une frappe aérienne a eu lieu sur Sarny, dans la région de Rivne, sans faire de victimes. 
Le 21 mars, deux roquettes ont touché un terrain d'entraînement dans la région de Rivne. Le 26 mars, un dépôt pétrolier à Dubno a été bombardé. Le 28 mars, une explosion s'est produite dans un dépôt pétrolier à Klevan. 

### Avril
Le 25 avril, trois missiles ont touché les infrastructures ferroviaires de la région de Rivne. En conséquence, 20 maisons privées ont été détruites ou endommagées. Un homme a également été blessé lors du bombardement. 

### Mai
Dans l'après-midi du 21 mai, l'armée russe a lancé une attaque de missiles sur des cibles militaires dans la région de Rivne, sans faire de victimes.

### Juin
Le 25 juin, une attaque à la roquette a été menée sur des infrastructures civiles dans la ville de Sarny, au moins quatre personnes ont été tuées et sept autres ont été blessées.

### Août
Dans la soirée du 28 août, à Sarny, plusieurs explosions ont été signalées lors d'un raid aérien, la ville a été touchée par une attaque de roquettes des forces armées russes pour la troisième fois. Selon le chef de l'administration régionale de Rivne, V. Koval, un total de quatre frappes de missiles sur des infrastructures militaires ont été enregistrées. Il n'y a pas eu de victimes. Une trentaine d'immeubles résidentiels et les locaux de l'hôpital central du district ont été endommagés par l'onde de choc.

### Octobre
Le 10 octobre, le gouverneur de l'oblast de Rivne, Vitaly Koval, a informé que deux missiles et un drone avaient été abattus au-dessus de la région. Dans la soirée du 12 octobre, une cible russe a été abattue lors d'une alerte aérienne dans le nord de la région de Rivne. Vitaliy Koval n'a pas précisé s'il s'agissait d'un missile ou d'un drone. Le matin du 22 octobre 2022, les troupes russes ont lancé une attaque de missiles sur des infrastructures énergétiques, à la suite de l'attaque, des sous-stations électriques ont été endommagées. Il n'y a eu aucune victime. L'entreprise Rivneazot a dû être fermée d'urgence en raison d'un bombardement. 

### Novembre
Dans la soirée du 15 novembre, les troupes russes ont lancé une attaque de missiles sur une infrastructure critique, selon les premières informations, il n'y a eu aucune victime.

## Bombardements de 2023

### Août
Dans la nuit du 11 août, la région de Rivne a subi une attaque massive de drones, un dépôt pétrolier a été détruit, il n'y a pas eu de victimes.

### Septembre
Le 21 septembre, à la suite de frappes de missiles russes, des infrastructures énergétiques et civiles de Rivne ont été touchées, sans qu'aucune personne ne soit blessée. 

## Bombardements de 2024

### Juillet
Les troupes russes ont attaqué une installation énergétique dans la région de Rivne avec des drones la nuit, rapporte la société Ukrenergo.
Selon le rapport, dans certaines zones, les consommateurs domestiques et industriels ont été coupés. 

#### Novembre
Le 17 novembre 2024, au moins 6 explosions ont retenti à Rivne, ciblant vraisemblablement une infrastructure critique, des bâtiments résidentiels voisins ont également été endommagés, des fenêtres y ont été brisées. 
Le 28 novembre 2024, des explosions ont retenti à Rivne lors d'un raid aérien, à la suite de l'attaque, plus de 280 000 abonnés sont restés sans électricité dans la région. Il y a aussi des coupures d'eau. De plus, l’onde de choc a endommagé les fenêtres et les cadres de balcons de deux immeubles résidentiels. 

#### Décembre
Dans la nuit du 3 décembre, l'armée russe a frappé une infrastructure énergétique dans la région de Rivne, sans faire de victimes ni de dégâts.